# Canton d'Asnières-sur-Seine-Sud
Le canton d'Asnières-sur-Seine-Sud est une ancienne division administrative française située dans le département des Hauts-de-Seine et la région Île-de-France.
Dans le cadre du redécoupage cantonal de 2014 en France, les cantons d'Asnières-Nord et Sud ont été supprimés, pour permettre la création du nouveau canton d'Asnières-sur-Seine ainsi que celui de Courbevoie-1.

## Histoire
Dans le cadre de la mise en place du département des Hauts-de-Seine, le canton d'Asnières-sur-Seine-Sud, comprenant une partie de la commune d'Asnières-sur-Seine, est créé par le décret du 20 juillet 1967.
Un nouveau découpage territorial des Hauts-de-Seine entre en vigueur à l'occasion des premières élections départementales suivant le décret du 26 février 2014. Les conseillers départementaux sont, à compter de ces élections, élus au scrutin majoritaire binominal mixte. Les électeurs de chaque canton élisent au Conseil départemental, nouvelle appellation du Conseil général, deux membres de sexe différent, qui se présentent en binôme de candidats. Les conseillers départementaux sont élus pour 6 ans au scrutin binominal majoritaire à deux tours, l'accès au second tour nécessitant 12,5 % des inscrits au 1er tour. En outre la totalité des conseillers départementaux est renouvelée. Ce nouveau mode de scrutin nécessite un redécoupage des cantons dont le nombre est divisé par deux avec arrondi à l'unité impaire supérieure si ce nombre n'est pas entier impair, assorti de conditions de seuils minimaux. Dans les Hauts-de-Seine, le nombre de cantons passe ainsi de 45 à 23.
Dans ce cadre, le canton, ainsi que celui d'Asnières-sur-Seine-Nord, sont supprimés pour former le nouveau canton d'Asnières-sur-Seine ainsi que celui de Courbevoie-1.

## Administration
| Période            | Période              | Identité            | Étiquette    | Qualité |
| ------------------ | -------------------- | ------------------- | ------------ | --- |
| 1967               | 13 août 1972 (décès) | Robert Lavergne     | UDR          | Ingénieur Député des Hauts-de-Seine (1968 → 1972) Décédé en fonction |
| octobre 1972       | 1988                 | Michelle Verge      | UDR puis RPR | Conseillère municipale d'Asnières-sur-Seine |
| octobre 1988       | 1994                 | Anne-Marie Johnsson | RPR          | Adjointe au maire d'Asnières-sur-Seine |
| mars 1994          | 2002                 | Manuel Aeschlimann  | DVD puis RPR | Maître de conférences à l'IEP-Paris Maire d'Asnières-sur-Seine (1999 → 2008) Suppléant du député Frantz Taittinger (1993-2002) Député des Hauts-de-Seine (2002 → 2012) Démissionnaire après son élection comme député. |
| 29 septembre 2002, | 2015                 | Cyrille Déchenoix   | UMP          | Directeur de communication Adjoint au maire puis conseiller municipal d'Asnières-sur-Seine, |

## Composition
Le canton était constitué par la partie sud de la commune d'Asnières-sur-Seine, délimitée, aux termes du décret de 1967 et selon la toponymie de l'époque, par « l'axe de l'avenue de la Marne (jusqu'à l'avenue Henri-Barbusse), l'axe de l'avenue Henri-Barbusse (jusqu'à la rue de Nanterre), l'axe de la rue de Nanterre (jusqu'à la rue du Bac), l'axe de la rue du Bac (jusqu'à la rue Albert-1er), l'axe des rues Albert-1er), de l'Alma et du Mesnil (jusqu'à la rue Paul-Gillet), et l'axe de la rue Paul-Gillet ».
Le surplus de la commune constituait le canton d'Asnières-sur-Seine-Nord.
| Communes                            | Population (2012) | Code postal | Code Insee |
| ----------------------------------- | ----------------- | ----------- | ---------- |
| Asnières-sur-Seine, commune entière | 81 666            | 92 600      | 92 004     |

## Démographie
| 1968 | 1975 | 1982 | 1990   | 1999   | 2006   | 2011   | 2012   |
| ---- | ---- | ---- | ------ | ------ | ------ | ------ | ------ |
| -    | -    | -    | 29 826 | 32 384 | 36 426 | 38 748 | 38 942 |